# Покемон: Приключения на Оранжевых островах
«Покемон: Приключения на Оранжевых островах» (англ. Pokémon: Adventures on the Orange Islands) — это второй сезон аниме-сериала «Покемон», продолжение сезона «Покемон: Лига Индиго». Сезон продолжает историю тренера покемонов Эша и его друзей Мисти и Брока. По поручению профессора Оука друзья отправляются на Оранжевые острова, но Эш, узнав, что тут есть своя Лига покемонов, решает поучаствовать в ней. Впервые сезон был показан на телеканале TV Tokyo, в России его премьера прошла на ОРТ, но при этом сезон был показан не полностью: в российский эфир вышло только 25 из 36 серий.

## Информация
После поражения на плато Индиго профессор Оук просит Эша поехать на Оранжевые острова к профессору Айви, чтобы взять у неё GS-бол, загадочный покебол, который невозможно открыть. Эш вместе с Мисти и Броком отправляются на Оранжевые острова, за ними по пятам следует Команда R. Прибыв к профессору Айви, Эш получает GS-бол, но Брок решает остаться у неё, так как он хочет помочь профессору Айви с уборкой лаборатории. Эш и Мисти узнают о чемпионате Оранжевой бригады и знакомятся с тренером по имени Трейси, который, горя желанием познакомиться с профессором Оуком, примыкает к ним. На пойманным им Лапрасе Эш, Мисти и Трейси путешествует по Оранжевым островам, а Эш побеждает четырёх лидеров стадионов и получает их значки. В конце концов Эш побеждает чемпиона Оранжевой лиги Дрэйка и сам становится чемпионом.

## Список серий
| № общий (Яп.) | № общий (Анг.) | № в сезоне | Название                                                                   | Дата премьеры    | Дата премьеры    | Дата премьеры  |
| № общий (Яп.) | № общий (Анг.) | № в сезоне | Название                                                                   | Япония           | США              | Россия         |
| ------------- | -------------- | ---------- | -------------------------------------------------------------------------- | ---------------- | ---------------- | -------------- |
| 83            | 81             | 1          | Паника в Алабастии (マサラタウン！あらたなるたびだち！)                    | 28 января 1999   | 4 декабря 1999   | 28 мая 2001    |
| 84            | 82             | 2          | Воздушные страсти (ひこうせんはふこうせん！？)                             | 4 февраля 1999   | 8 января 2000    | 29 мая 2001    |
| 85            | 83             | 3          | Загадочный покебол (なんごくポケモンとＧＳボール)                          | 11 февраля 1999  | 15 января 2000   | 30 мая 2001    |
| 86            | 84             | 4          | Потерявшийся Лапрас (ラプラスをたすけろ！)                                 | 18 февраля 1999  | 22 января 2000   | 31 мая 2001    |
| 87            | 85             | 5          | Созданный для волн (オレンジリーグ！ナツカンジム！)                        | 25 февраля 1999  | 5 февраля 2000   | 4 июня 2001    |
| 88            | 86             | 6          | Пикачу взбунтовался! (きえたポケモンたちのナゾ！)                          | 4 марта 1999     | 5 февраля 2000   | 5 июня 2001    |
| 89            | 87             | 7          | Хрустальный Оникс (クリスタルのイワーク)                                   | 11 марта 1999    | 5 февраля 2000   | 13 июня 2001   |
| 90            | 88             | 8          | Розовый мир (ピンクのポケモンじま)                                         | 18 марта 1999    | 12 февраля 2000  | 14 июня 2001   |
| 91            | 89             | 9          | Панцирный шок (カブトのかせきのひみつ！)                                   | 25 марта 1999    | 4 марта 2000     | 18 июня 2001   |
| 92            | 90             | 10         | Битва на сцене (おどる！ポケモンショーボート！)                            | 1 апреля 1999    | 12 февраля 2000  | 19 июня 2001   |
| 93            | 91             | 11         | Прощай, Псидак! (さよならコダック！またきてゴルダック？)                   | 8 апреля 1999    | 26 февраля 2000  | 20 июня 2001   |
| 94            | 92             | 12         | Радость покемонов (セイリングジョーイ！あらなみをこえて！)                 | 15 апреля 1999   | 4 марта 2000     | 21 июня 2001   |
| 95            | 93             | 13         | Манёвры на острове Невил (ネーブルジム！ゆきやまのたたかい！)              | 22 апреля 1999   | 11 марта 2000    | 25 июня 2001   |
| 96            | 94             | 14         | Атака закуской (おおぐいカビゴン！だいパニック！)                          | 29 апреля 1999   | 25 марта 2000    | 26 июня 2001   |
| 97            | 95             | 15         | Корабль призраков (ゆうれいせんとゆうれいポケモン！)                       | 6 мая 1999       | 25 марта 2000    | 26 июня 2001   |
| 98            | 96             | 16         | Правление Мяута (おニャースさまのしま！？)                                 | 13 мая 1999      | 25 марта 2000    | 27 июня 2001   |
| 99            | 97             | 17         | Новый друг Трейси (ストライクせんしのほこり)                               | 20 мая 1999      | 1 апреля 2000    | 2 июля 2001    |
| 100           | 98             | 18         | Испорченный выходной (みなみのしまだよ！ぜんいんしゅうごう！)              | 27 мая 1999      | 8 апреля 2000    | 3 июля 2001    |
| 101           | 99             | 19         | Поражение на Мандариновом острове (してんのうカンナ！こおりのたたかい！！) | 3 июня 1999      | 15 апреля 2000   | 16 июля 2001   |
| 102           | 100            | 20         | Свет души моей, покемон! (ニドランのこいものがたり)                        | 10 июня 1999     | 22 апреля 2000   | 17 июля 2001   |
| 103           | 101            | 21         | Вперёд, маленькие покемоны! (だいへいげんのコイルたち！)                   | 17 июня 1999     | 29 апреля 2000   | 18 июля 2001   |
| 104           | 102            | 22         | Таинственное чудовище (ちかどうのかいぶつ！？)                             | 24 июня 1999     | 6 мая 2000       | 19 июля 2001   |
| 105           | 103            | 23         | Мисти делает выбор (ユズジム！タイプバトル３ＶＳ３！！)                    | 1 июля 1999      | 9 сентября 2000  | 23 июля 2001   |
| 106           | 104            | 24         | Навстречу неприятностям (ピカチュウＶＳニャース！？)                       | 15 июля 1999     | 15 сентября 2000 | 30 июля 2001   |
| 107           | 105            | 25         | Чаризард замерзает! (リザードン！きみにきめた！！)                         | 22 июля 1999     | 2 сентября 2000  | 6 августа 2001 |
| 108           | 106            | 26         | Водная битва покемонов (ひけしたいけつ！ゼニガメＶＳカメール)              | 29 июля 1999     | 26 августа 2000  | —              |
| 109           | 107            | 27         | Битва за еду (もえよ！カビゴン！！)                                        | 5 августа 1999   | 19 августа 2000  | —              |
| 110           | 108            | 28         | Двойные покепроблемы (タッグバトル！さいごのジム！！)                      | 12 августа 1999  | 9 сентября 2000  | —              |
| 111           | 109            | 29         | Чудной наблюдатель (コイキング！しんかのひみつ！！)                        | 19 августа 1999  | 16 сентября 2000 | —              |
| 112           | 110            | 30         | Распыление парализующей пыльцы (ニョロモとカスミ)                          | 26 августа 1999  | 16 сентября 2000 | —              |
| 113           | 111            | 31         | Здравствуй, Помело (ウィナーズカップ！フルバトル６ＶＳ６！！)              | 2 сентября 1999  | 23 сентября 2000 | —              |
| 114           | 112            | 32         | Выход Драгонайта (ファイナルバトル！カイリューとうじょう！！)              | 9 сентября 1999  | 23 сентября 2000 | —              |
| 115           | 113            | 33         | Прощай, Лапрас! (さよならラプラス！)                                       | 16 сентября 1999 | 30 сентября 2000 | —              |
| 116           | 114            | 34         | Круглое подземное сборище (マルマインだいばくは！？)                       | 23 сентября 1999 | 30 сентября 2000 | —              |
| 117           | 115            | 35         | Случай под куполом (かえってきたマサラタウン！)                            | 30 сентября 1999 | 7 октября 2000   | —              |
| 118           | 116            | 36         | Возрождённое соперничество (ライバルたいけつ！サトシＶＳシゲル！！)        | 7 октября 1999   | 14 октября 2000  | —              |